# تپه قمیشلی
تپه قمیشلی مربوط به عصر آهن است و در شهرستان ابهر، بخش مرکزی، دهستان صایین قلعه، روستای الگزیر، ۵۳۰۰ متری شرق روستا واقع شده و این اثر در تاریخ ۲۶ دی ۱۳۸۶ با شمارهٔ ثبت ۲۰۵۱۴ به‌عنوان یکی از آثار ملی ایران به ثبت رسیده است.